# Tadeáš Amadé
Tadeáš Amadé (Tadeus Amadé) (10. ledna 1783 Bratislava – 17. května 1845 Vídeň) byl uherský klavírista a hudební skladatel.

## Životopis
Tadeáš Amadé byl příslušníkem uherského šlechtického rodu Amadé. Oficiální titul byl baron z Vrakúňa (okres Dunajská Streda]. Otcem byl František Amadé († 1824), matka Žofia, rozená Ňáriová a manželka Klementína, rozená Taafeová (1796 – 1846). Jeho dědečkem byl spisovatel a básník Ladislav Amadé.
Po studiích hospodařil na rodinných statcích. V letech 1809–1811 byl kapitánem bratislavského jezdeckého pluku. Od roku 1831 působil u vídeňského dvora jako hudebník a roku 1838 byl jmenován skutečným tajným radou.
Hudbou se zabýval od dětství. Stal se vynikajícím klavíristou a proslul zejména jako pohotový improvizátor. Svými improvizacemi soutěžil i se skladatelem Johannem Nepomukem Hummelem. Má velkou zásluhu na objevení talentu Franze Liszta. Byl jeho prvním učitelem a i později jej podporoval při studiích.

## Dílo
Komponoval drobnější klavírní a komorní skladby, které byly ve své době značně oblíbené.
- Grande Toccate pro dva klavíry A-dur (1817)
- Variace pro smyčcové kvarteto

V roce 1836 vydal tiskem v Pešti básně svého děda pod názvem „Várkonyi báró A. László versei“.